# Мухаммад'яр
Мухаммад'яр (Мухаммед'яр Махмуд Хаджи углы, тат. Mөxәmmәdyar, Мљхђммђдьяр; 1496/97 — †1549)) — середньовічний казанський поет, один з засновників татарської літератури.
Автор поем «Тухфа-і мардан» («Дарунок мужів», 1540) і «Нур-і содур» («Світло сердець», 1542), численних віршів.
За однією з версій — був сином хана Мухаммед-Аміна. Слова поета, що від доглядає за могилою хана, можуть означати, що він є лише служником мавзолею, проте водночас він натякає на те, що він свідомо відмовився від участі у придворних інтригах, що було неможливим для простого смертного.
У 1549 році Сююмбіке відрядила Мухаммад'яра як дипломатичного представника до Москви. Загинув у Муромі.